# 피핀의 기증
피핀의 기증이란 프랑크 왕 피핀이 자기의 왕위를 교황 자카리아에게서 승인을 받고, 그 대상으로서 다음대의 교황 스테파노 2세가 롬바르드 국왕의 압박을 받아 구원을 요청해 온 데 대해서 754년 이탈리아에 원정하여 라벤나 지방을 평정하고 그 땅을 교황에게 헌상 한 것이다. 이것이 피핀의 기부이며, 이후 종래의 베드로 세습령에 부가해서 기독교의 교황령이 국제적으로 인정되기에 이르렀다. 또한 수년 후 가짜 이시도루스 문서라고 불리는 ‘콘스탄티누스의 기증’이 만들어졌다고 한다.

## 같이 보기
- 콘스탄티누스의 기증